# Alicia Otaegui
Alicia Otaegui (Pamplona, 1963) es una artista plástica e interiorista española. Su trabajo se desarrolla entre el arte conceptual, la poesía visual, la arquitectura efímera y el arte inclusivo-social.

## Trayectoria
Se dio a conocer con sus muebles realizados a partir de materiales reciclados, realizando numerosas exposiciones individuales,  colaborando en escenografías teatrales y decorados de cine y televisión publicitaria.  Ha llevado a cabo instalaciones artísticas con residuos domésticos en el Puente de las Oblatas y en los depósitos de agua de Mendillorri, que se unen a las realizadas en la estación ferroviaria de Caldearenas (Huesca), en el Palacio del Condestable, en la Universidad Pública de Navarra, en la fachada del Teatro Gayarre o en la sede del Colegio Oficial de Arquitectos Vasco-Navarro. Ha colaborado en escenografías teatrales y decorados de cine y televisión publicitaria. También ha dirigido talleres creativos para niños y adultos relacionados con el arte, la educación y el reciclaje. Actualmente coordina el programa expositivo del Teatro Gayarre. El fondo artístico del Parlamento de Navarra adquirió el 2010 su obra "Zapateado", que formó parte de la exposición conmemorativa del centenario del violinista navarro Pablo Sarasate.